# Leonardo S.p.A.
Leonardo S.p.A. (tidligere Finmeccanica S.p.A.) er en italiensk industrikoncern med aktivitet inden for forsvars-, luftfarts-, automatiserings-, transport- og energiindustrien. Selskabet er repræsenteret i over 100 lande og har omkring 72.540 ansatte, heraf 43.000 i Italien (pr. 2009). Selskabet er 30% ejet af den italienske stat.

## Selskaber[1]
Selskaber helt eller delvist ejet af Finmeccanica.
Luftfart
- Alenia Aeronautica – Producent af Superjet 100 i samarbejde med russiske Sukhoj.
- Alenia Aermacchi
- SuperJet International
- ATR (50%) – Markedsleder inden for civile turbopropfly med 50-70 pladser.
- Eurofighter GmbH (21%) – Producent af Eurofighter Typhoon.
- Global Military Aircraft Systems

Helikoptere
- AgustaWestland (100%)[2]
- BAAC

Rumfart
- Telespazio (67%)
- Thales Alenia Space (33%)

Forsvarselektronik
- DRS Technologies
- Elsag Datamat
- SELEX Communications
- SELEX Galileo
- SELEX Sistemi Integrati
- SELEX Service Management
- Seicos

Forsvarssystemer
- Oto Melara
- WASS
- MBDA (25%) – Missilfabrikant.

Informationsteknologi
- Quadrics Supercomputers (100%)[3]

Energi
- Ansaldo Energia – Producent af termoelektriske kraftværker
- Ansaldo Fuel Cells
- Ansaldo Nucleare

Transport
- AnsaldoBreda – Togproducent, der bl.a. står bag IC4-toget.
- Ansaldo STS (40%) – Producent af jernbaneteknologi, der bl.a. står bag Københavns Metro.
- BredaMenarinibus – Italiens næststørste producent af busser.[4]

Joint ventures
- Horizon SAS og EuroSysNav – producent af luftforsvarsfregatter.
- Eurotorp – Producent af letvægtstorpedoer.
- NHIndustries (32%) – Helikopterproducent, der blev grundlagt for at være hovedentreprenør for NHI NH90-serien.[5]
- NEUROn

## Ekstern henvisning
- Leonardo S.p.A. hjemmeside